# Esta es mi tierra
«Esta es mi tierra» es un tondero compuesto por el peruano Augusto Polo Campos, en el cual describe a modo de homenaje la geografía del Perú. Originalmente, la canción fue compuesta como introducción al programa del mismo nombre que transmitía Panamericana Televisión. Sin embargo, su éxito fue tal que se ha convertido en un clásico de la música criolla y que fue modificada por Eva Ayllón
Las más reconocidas interpretaciones son las de Cecilia Bracamonte, Rafael Matallana, el dúo Las Limeñitas, y los cantantes afroperuanos, Arturo "Zambo" Cavero
En 2020 la canción fue versionada en un vídeo por diversos artistas peruanos, como Deyvis Orosco, Bartola, Amy Gutiérrez, Marco Romero, Pocho Prieto y Úrsula Eyzaguirre, en apoyo a la campaña «Por un Perú sin hambre», auspiciada por Cáritas del Perú y Teletón Perú.